# Kirchzell
Kirchzell è un comune tedesco di 2 355 abitanti, situato nel land della Baviera.